# Autovia de la Mediterrània
L'autovia de la Mediterrània o  A-7  és una autovia de titularitat estatal que travessa Catalunya, el País Valencià, la Regió de Múrcia i Andalusia. No es tracta encara d'un tram continu sinó de trams suplementaris a l'Autopista de la Mediterrània o de trams desdoblats de la N-340.

## Història
L'A-7 és la nomenclatura que rep la carretera N-340 convertida en autovia. La N-340 inicia el seu recorregut a Cadis i finalitza a Barcelona. Tanmateix, l'A-7 inicia el seu recorregut a Algesires i finalitza a Barcelona. Per tant, hi ha un tram en el qual la N-340 no ha estat reanomenada com a A-7: el tram entre Algesires i Cadis (A-48).
Diferents vies passaran a formar-ne part al futur, incloent la CV-10 o Autovia de la Plana, la V-21 que dona accés a València, etc.

## Trams
| Tram                                                              | Estat (2019) | km   |
| ----------------------------------------------------------------- | --- | ---- |
| Los Pastores (Algesires) - San José Artesano (Algesires)          | En servei (1992) | 4,4  |
| San José Artesano (Algesires) - El Rinconcillo (Algesires)        | En servei (1990) (MB encreuament de semàfors) Projecte per a la eliminació de encreuaments aprobat, pendent de licitació d'obres (2018) | 1,1  |
| El Rinconcillo (Algesires) - Palmones (Los Barrios)               | En servei (2006) | 3,0  |
| Variant Los Barrios - San Roque                                   | DIA aprovada (pendent de licitació de projecte)                                                                                         | 12   |
| Palmones (Los Barrios) - El Toril (San Roque)                     | En servei (1990) | 7    |
| El Toril (San Roque) - Guadiaro (San Roque)                       | En servei (1998) | 15   |
| Variant de Torreguadiaro                                          | En servei (2002) | 3    |
| Torreguadiaro - Estepona Oest                                     | En servei (2002) (amb rotondes) | 21   |
| Variant de Estepona                                               | En servei (1999) | 3    |
| Estepona Est - San Pedro Alcántara Oest                           | En servei (1999) | 13   |
| Túnel de San Pedro Alcántara                                      | En servei (2012) | 2    |
| San Pedro Alcántara Est - Port Banús                              | En servei (2009) | 3    |
| Port Banús - Marbella Oest                                        | En servei (1999) | 3    |
| Variant de Marbella                                               | En servei (1999) | 5    |
| Marbella Est - Fuengirola                                         | En servei (1988) | 24   |
| Variant de Fuengirola                                             | En servei (1990) | 7    |
| Fuengirola - Torremolinos                                         | En servei (1991) | 15   |
| Ronda Oest de Màlaga                                              | En servei (1992) Projecte adjudicat per a ampliació i carril BUS-VAO                                                                    | 12   |
| Ronda Est de Màlaga                                               | En servei (1996) | 10   |
| Màlaga Est - Nerja                                                | En servei (1996) | 45   |
| Nerja - Almuñécar (La Herradura)                                  | En servei (2006) | 9,6  |
| Almuñécar (La Herradura) - Almuñécar (Taramay)                    | En servei (2009) | 9,1  |
| Almuñécar (Taramay) - Lobres (Salobreña)                          | En servei (2014) | 7,8  |
| Lobres (Salobreña) - Guadalfeo (GR-14)                            | En servei (2014) | 2,35 |
| Guadalfeo (GR-14) - La Gorgoracha (A-44)                          | En servei (2008) | 4,7  |
| La Gorgoracha (A-44) - Motril                                     | En servei (2015) | 6,1  |
| Motril - Carchuna                                                 | En servei (2014) | 8,7  |
| Carchuna - Castell de Ferro                                       | En servei (2015) | 10,2 |
| Castell de Ferro - Castillo de Baños (Polopos)                    | En servei (2005) | 4,5  |
| Castillo de Baños (Polopos) - Albuñol                             | En servei (2014) | 15   |
| Albuñol - Almeria                                                 | En servei (1995) | 78   |
| Almeria - Vera                                                    | En servei (1992) | 82   |
| Vera - Lorca                                                      | En servei (1992) | 72   |
| Lorca - Múrcia                                                    | En servei (1992) | 70   |
| Múrcia - Crevillent                                               | En servei (1989) | 40,6 |
| Crevillent - Elx                                                  | En servei (1990) | 16,4 |
| Elx - Alacant                                                     | En servei (1990) | 17   |
| Alacant (A-70 amb A-77) - Enllaç A-36/N-340                       | En servei (anys 80) | 50   |
| Variant del Barranc de la Batalla (Enllaç A-36/N-340 - Alcoi Sud) | En servei (octubre 2011) | 6,2  |
| Variant d'Alcoi                                                   | En servei (2009) | 8,1  |
| Cocentaina (Alcoi Nord) - Muro d'Alcoi                            | En servei (2010) | 11,6 |
| Muro d'Alcoi - Albaida                                            | En servei (2010) | 7,2  |
| Albaida - Olleria                                                 | En servei (anys 90) | 14   |
| Olleria - Canals                                                  | En servei (2002) | 11   |
| Canals - Silla                                                    | En servei (anys 80) | 45   |
| Silla - Sagunt (Bypass de València)                               | En servei (1992) | 54   |
| Sagunt - La Vilavella (Nules)                                     | En servei (2007) | 22   |
| La Vilavella (Nules) - La Pobla Tornesa                           | En servei (2009) (comparteix amb CV-10)                                                                                                 | 37   |
| La Pobla Tornesa - Vilanova d'Alcolea                             | En servei (2010) (comparteix amb CV-10)                                                                                                 | 11'6 |
| Vilanova d'Alcolea - Les Coves de Vinromà                         | Projecte acabat (pendent de licitació d'obres                                                                                           | 13,6 |
| Les Coves de Vinromà - La Salzadella                              | Projecte licitat (pendent adjudicació de projecte)                                                                                      | 14   |
| La Salzadella - La Jana (Traiguera)                               | Projecte licitat (pendent adjudicació de projecte)                                                                                      | 18,3 |
| La Jana (Traiguera) - El Perelló                                  | DIA aprovada (pendent licitació de projecte)                                                                                            | 62,9 |
| El Perelló - Vandellós                                            | DIA aprobada (pendent licitació de projecte)                                                                                            | 13,9 |
| Vandellós - L'Hospitalet de l'Infant                              | En servei (2012) | 7,6  |
| L'Hospitalet de l'Infant - Mont-roig del Camp                     | En servei (2009) | 9    |
| Mont-roig del Camp - Salou                                        | En servei (2005) | 14   |
| Salou - Tarragona                                                 | En servei (2005) | 14,5 |
| Tarragona - Altafulla                                             | En servei (2005) | 9,4  |
| Altafulla - La Pobla de Montornès                                 | Projecte acabat (pendent de licitació d'obres)                                                                                          | 49   |
| La Pobla de Montornès - Vilafranca del Penedès                    | DIA aprovada (pendent licitació de projecte)                                                                                            | 49   |
| Vilafranca del Penedès - Abrera (B-40)                            | Estudi informatiu | 30   |
| Abrera (B-40) - Olesa de Montserrat (B-40)                        | En servei (2010) | 2,5  |
| Olesa de Montserrat (B-40) - Viladecavalls (B-40)                 | En servei (2024) | 6,2  |
| Viladecavalls (B-40) - Terrassa (B-40)                            | En servei (2010) | 7,1  |
| Terrassa (B-40) - Granollers (C-60)                               | Estudi informatiu acabat (pendent DIA)                                                                                                  | 34,7 |
| Granollers (C-60) - Sant Celoni (C-35)                            | Estudi informatiu pendent | ~23  |
| Sant Celoni (C-35) - Maçanet de la Selva (A-2)                    | Estudi informatiu pendent | 20   |

¹ L.P. = Límit de la província de...
NOTA:
- Part Andalusia: Segons els Pressupostos Generals de l'Estat 2011, el tram d'Algesires-San Roque amb l'aprovació de la Declaració de Medi Ambient pot licitar-se el projecte; el tram del Túnel de San Pedro d'Alcántara finalitzarà l'any 2011; els trams de: Almúñecar-Lobres, Motril a Castell de Ferro i Castillo de Baños-Albuñol es paralitzaren les obres per falta de diners; el tram de La Gorgoracha-Motril finalitzarà les obres en aquest any 2010 o el pròxim any 2011; el tram de Lobres-Guadalfeo finalitzarà en aquest any 2010 o el pròxim any 2011.

- Part País Valencià: Segons els Pressupostos Generals de l'Estat 2011, els dos trams de: Variant del Barranc de la Batalla finalitzaria l'any 2010 i Cocentaina-Muro d'Alcoi finalitzaria l'any 2010; el tram de La Pobla Tornesa-Vilanova d'Alcolea finalitzaria l'any 2010 i traslladaria la titularitat a l'Estat (procedeix de la CV-10); els trams de Vilanova d'Alcolea a La Jana s'adjudicarien els projectes l'any 2010-2011; el tram de La Jana-Perelló a l'aprovar-se la Declaració de Medi Ambient, licitarà el projecte.

- Part Catalunya: Segons els Pressupostos Generals de l'Estat 2011, el tram de Perelló-Vandellós manté l'estudi informatiu; el tram de Vandellós-L'Hospitalet de l'Infant finalitzaria l'any 2010-2011; el tram d'Altafulla-Vilafranca del Penedès a l'aprovar-se la Declaració de Medi Ambient, licitarà el projecte; el tram de Vilafranca del Penedès-Abrera manté l'estudi informatiu; el tram d'Olesa de Montserrat-Viladecavalls finalitzaria l'any 2010; els trams de Terrassa a Maçanet de la Selva mantenen l'estudi informatiu.

## Recorregut
La A-7 discorre paral·lela a la costa mediterrània i es tracta de l'autovia més llarga de l'Estat Espanyol. Inicia el seu recorregut a Algesires, passa per poblacions com Marbella, Màlaga, Motril, Almeria, Llorca, Múrcia, Oriola, Elx, Alacant, València, Castelló de la Plana, Tarragona i finalitza a Abrera on es perllonga amb la denominació de B-40. Gran part de la mateixa està en servei encara que la part compresa entre Castelló de la Plana i Barcelona és la més endarrerida, de fet entre Castelló de la Plana i Vandellòs hi ha 150 km en els quals no hi ha autovia. La part compresa entre Algesires i Castelló de la Plana està en la seva major part construïda, tot i que els trams Almuñécar-Albuñol, Alcoi-Albaida, Castelló de la Plana-L'Hospitalet de l'Infant i Altafulla-Barcelona estan sense acabar. El tram Sagunt–Almenara es va inaugurar el 14 de març de 2007.
Encara que la seva nomenclatura es manté a tot el seu recorregut, hi ha trams en els que no es compleixen els requisits per a ser considerats com a autovia. Per exemple, els trams amb encreuaments de semàfors a Algesires i la travessera de San Pedro de Alcántara, o els encreuaments amb rotondes en el tram Guadiaro-Estepona.
Nota: En els trams marcats amb el senyal d'autopista, el seu itinerari coincideix amb l'AP-7 als seus trams lliures de peatge.

### Tram Algesires-Guadiaro
Actualment es troba en fase d'adjudicació del projecte constructiu una variant de 17 quilòmetres de longitud entre l'A-381 i el San Roque Club. Existeix un gran rebuig entre els ciutadans de San Roque cap a la construcció d'aquesta obra, pel fet que en estudis inicials es preveia un traçat que afectaria a la zona sud del Pinar de Rey. En els últims dos anys hi ha hagut diverses manifestacions contra aquest project, convocades per les plataformes ecologistes.
En l'estudi informatiu aprovat es proposa un viaducte de 360 metres de llarg i 6 metres d'alt, pel qual passaria l'autovia sobre el riu Alhaja, a la rodalia de l'accés sud del Pinar.
| Velocitat                    | Esquema                  | Eixida | Sentit Barcelona (descendent)                                                                             | Sentit Algecires (ascendent)                                                                              | Carretera       | Notes                                                                                 |
| ---------------------------- | ------------------------ | ------ | --- | --- | --------------- | ------------------------------------------------------------------------------------- |
| Limitació a 50               | Final d'autovia          |        | San Roque 16 Màlaga 136 Sevilla 188                                                                       | Tarifa 18 Cadis 115                                                                                       |                 |                                                                                       |
| Limitació a 60               | Canvi de sentit          | 103    | Algesires sud Port (Accés Sud) Estació de Ferrocarril Estació d'Autobusos Hospital                        | Algesires sud Port (Accés Sud) Hospital                                                                   |                 | Possibles retencions a partir del km 103 sentit Cadis                                 |
| Limitació a 90               | Sortida-entrada          | 104    | | |                 | Eixida 104 en obres                                                                   |
| Limitació a 90               | Autovia o autopista      |        | Ferrocarril Bobadilla-Algesires                                                                           | Ferrocarril Bobadilla-Algesires                                                                           |                 |                                                                                       |
| Limitació a 90               | Sortida-entrada          | 105    | Algesires (oest) Av. Aguamarina                                                                           | Algesires (oest) Av. Aguamarina                                                                           |                 |                                                                                       |
| Limitació a 90               | Canvi de sentit          | 106    | Algesires (centre) Av. Virgen de la Palma Parc aquàtic                                                    | Algesires (centre) Av. Virgen de la Palma Estació del Ferrocarril Estació d'Autobusos Parc aquàtic        |                 |                                                                                       |
| Limitació a 80               | Sortida-entrada          | 107A   | Algesires (centre) Centre comercial                                                                       | Algesires (centre) Centre comercial                                                                       |                 | Possibles retencions a partir del km 106 sentit Màlaga/Sevilla                        |
| Limitació a 60               | Sortida-entrada          | 107B   | Algesires (centre) Av. Virgen del Carmen                                                                  | Algesires (centro) Av. Virgen del Carmen                                                                  |                 |                                                                                       |
| Limitació a 50               | Canvi de sentit          | 108A   | Algesires Pol. Ind. La Menacha                                                                            | Algesires Pol. Ind. La Menacha                                                                            |                 | Semàfors                                                                              |
| Limitació a 50               | Àrea de servei           |        | Àrea de servei                                                                                            | Àrea de servei                                                                                            |                 |                                                                                       |
| Limitació a 50               | Canvi de sentit          | 108B   | Algesires Port d'Algesires (Accés Nord)                                                                   | Algesires Port d'Algesires (Accés Nord)                                                                   |                 | Semàfors                                                                              |
| Limitació a 50               | Sortida-entrada          | 108C   | | Algesires (nord) Port d'Algesires (Accés Nord)                                                            |                 |                                                                                       |
| Limitació a 60               | Autovia o autopista      |        | Autovia de la Mediterrània                                                                                | Travessera                                                                                                |                 |                                                                                       |
| Limitació a 80               | Sortida-entrada          | 109    | Algesires Pol. Ind. La Menacha Estadi Nuevo Mirador                                                       | Algesires Pol. Ind. La Menacha Estadi Nuevo Mirador                                                       |                 |                                                                                       |
| Limitació a 80               | Autovia o autopista      |        | riu Palmones                                                                                              | riu Palmones                                                                                              |                 |                                                                                       |
| Limitació a 80               | Sortida-entrada          | 110A   | Z.A.L. El Fresno                                                                                          | |                 |                                                                                       |
| Limitació a 80               | Final d'autovia i enllaç | 110B   | Los Barrios 4 Jerez de la Frontera 91 AP-4 Sevilla 180                                                    | Los Barrios 4 Jerez de la Frontera 91 AP-4 Sevilla 180                                                    |                 |                                                                                       |
| Limitació a 100              | Autovia o autopista      |        | riu Guadacorte                                                                                            | riu Guadacorte                                                                                            |                 |                                                                                       |
| Limitació a 100              | Àrea de servei           |        | Àrea de Servei Palmones                                                                                   | Àrea de Servei Palmones                                                                                   |                 |                                                                                       |
| Limitació a 100              | Incorporació a autovia   | 111    | Palmones                                                                                                  | |                 |                                                                                       |
| Limitació a 100              | Sortida-entrada          | 112    | Palmones Pol. Ind. Palmones Urb. Los Álamos                                                               | Pol. Ind. Palmones Urb. Los Álamos Estació de Los Barrios                                                 | C-440           | Possibles retencions a partir del km 112 sentit Algesires                             |
| Limitació a 100              | Sortida-entrada          | 113A   | | Los Cortijillos                                                                                           |                 |                                                                                       |
| Limitació a 100              | Sortida-entrada          | 113B   | Los Cortijillos Urb. Guadacorte Pol. Ind. Las Marismas zona comercial                                     | id=Urb. Guadacorte Pol. Ind. Las Marismas zona comercial                                                  |                 | Eixida 113B en obres                                                                  |
| Limitació a 100              | Incorporació a autovia   |        | riu Guadarranque                                                                                          | riu Guadarranque                                                                                          |                 |                                                                                       |
| Limitació a 100              | Sortida-entrada          | 115    | Taraguilla Estació de San Roque                                                                           | |                 |                                                                                       |
| Limitació a 100              | Sortida-entrada          | 115    | | Taraguilla Estació de San Roque                                                                           |                 |                                                                                       |
| Limitació a 100              | Sortida-entrada          | 116    | Miraflores (San Roque) Polígons industrials Castellar de la Frontera 10 Jimena de la Frontera 31 Ronda 88 | Miraflores (San Roque) Polígons industrials Castellar de la Frontera 10 Jimena de la Frontera 31 Ronda 88 | A-405           |                                                                                       |
| Limitació a 100              | Àrea de servei           |        | | Àrea de servei                                                                                            |                 |                                                                                       |
| Limitació a 100              | Autovia o autopista      |        | riu Pino                                                                                                  | riu Pino                                                                                                  |                 |                                                                                       |
| Limitació a 100              | Sortida-entrada          | 117    | San Roque (oest) Pinar del Rey Guadarranque                                                               | San Roque (oest) Pinar del Rey Guadarranque                                                               | CA-9204 CA-9205 |                                                                                       |
| Limitació a 80               | Sortida-entrada          | 118    | San Roque (sud) La Línea de la Concepción 5 Gibraltar 7                                                   | Algesires 13 Cadis 131 Sevilla 190                                                                        |                 | Incorporació de gran quantitat de vehicles provinents de la CA-34 en sentit Algesires |
| Limitació a 100              | Sortida-entrada          | 119    | San Roque (est)                                                                                           | San Roque (est) La Línea de la Concepción 6 Gibraltar 8                                                   |                 | Ràdar en pk 118,82 sentit Algesires                                                   |
| Limitació a 100              | Autovia o autopista      |        | Rambla de la Mujer                                                                                        | Rambla de la Mujer                                                                                        |                 |                                                                                       |
| Limitació a 100              | Sortida-entrada          | 124    | La Línea de la Concepción 9 La Alcaidesa Àrea de servei                                                   | | A-383           |                                                                                       |
| Limitació a 100              | Àrea de servei           |        | Àrea de Servei per l'eixida 124                                                                           | |                 |                                                                                       |
| Limitació a 100              | Sortida-entrada          | 124    | | La Línea de la Concepción 7 La Alcaidesa                                                                  | A-383           |                                                                                       |
| Limitació a 100              | Sortida-entrada          | 127    | San Roque Club Almenara - Valderrama                                                                      | San Roque Club Almenara - Valderrama                                                                      |                 |                                                                                       |
| Limitació a 100              | Autovia o autopista      |        | Rambla Guadalquitón                                                                                       | Rambla Guadalquitón                                                                                       |                 |                                                                                       |
| Limitació a 100              | Sortida-entrada          | 130    | Sotogrande Guadiaro Pueblo Nuevo de Guadiaro Castellar de la Frontera 12                                  | Sotogrande Guadiaro Pueblo Nuevo de Guadiaro Castellar de la Frontera 12                                  | A-2100          |                                                                                       |
| Limitació a 100              | Sortida-entrada          | 132    | | Guadiaro Pueblo Nuevo de Guadiaro                                                                         | A-2103          |                                                                                       |
| Limitació a 100              | Autovia o autopista      |        | riu Guadiaro                                                                                              | riu Guadiaro                                                                                              |                 |                                                                                       |
| Limitació a 100              | Sortida-entrada          | 133    | Torreguadiaro San Enrique de Guadiaro San Martín del Tesorillo 6 Estepona - Málaga                        | Torreguadiaro San Enrique de Guadiaro San Martín del Tesorillo 6                                          |                 |                                                                                       |
| Limitació de velocitat a 120 | Autovia o autopista      |        | Autopista de la Mediterrània Estepona 22 Màlaga 105                                                       | Autovia de la Mediterrània Algesires 28 Cadis 146                                                         |                 |                                                                                       |

### Tram Guadiaro-Fuengirola
| Velocitat                    | Esquema                              | Eixida              | Sentit França (descendent)                                                      | Sentit Algesires (ascendent)                                                    | Carretera          | Notes                              |
| ---------------------------- | ------------------------------------ | ------------------- | ------------------------------------------------------------------------------- | ------------------------------------------------------------------------------- | ------------------ | ---------------------------------- |
| Limitació a 60               | Trencall                             | 133                 | San Enrique de Guadiaro El Secadero San Martín del Tesorillo Algesires - Màlaga | San Enrique de Guadiaro El Secadero San Martín del Tesorillo Algesires - Màlaga | A-2102             |                                    |
| Limitació a 60               | Àrea de servei                       |                     |                                                                                 | Estació de servei Montilla                                                      |                    |                                    |
| Limitació a 60               | Trencall                             | 134                 | Torreguadiaro Puerto de Sotogrande                                              | Torreguadiaro Puerto de Sotogrande                                              |                    |                                    |
| Limitació a 80               | Trencall                             | 137                 | Torreguadiaro                                                                   | Torreguadiaro                                                                   |                    |                                    |
| Limitació a 80               | Sortida-entrada                      | 138                 |                                                                                 | San Diego                                                                       |                    |                                    |
| Limitació a 80               | Autovia o autopista                  | Província de Màlaga | Província de Màlaga                                                             | Província de Cadis                                                              | Província de Cadis |                                    |
| Limitació a 80               | Trencall                             | 139                 | Tubalitas                                                                       | Tubalitas                                                                       |                    |                                    |
| Limitació a 80               | Trencall                             | 140                 | Martagina Castillo de La Duquesa                                                | Martagina Castillo de La Duquesa                                                |                    |                                    |
| Limitació a 80               | Sortida-entrada                      | 141                 | Colonia Infantil de Sabinillas                                                  | Colonia Infantil de Sabinillas                                                  |                    |                                    |
| Limitació a 80               | Trencall                             | 142                 | La Duquesa                                                                      | La Duquesa                                                                      |                    |                                    |
| Limitació a 80               | Sortida-entrada                      | 143                 | Puerto de la Duquesa                                                            | Puerto de la Duquesa                                                            |                    |                                    |
| Limitació a 80               | Canvi de sentit                      | 144                 | San Luis de Sabinillas Manilva 2 Casares 16 Gaucín 29 Algesires - Màlaga        | San Luis de Sabinillas Manilva 2 Casares 16 Gaucín 29 Algesires - Màlaga        | A-377              |                                    |
| Limitació a 80               | Trencall                             | 145                 | San Luis de Sabinillas                                                          | San Luis de Sabinillas                                                          |                    |                                    |
| Limitació a 80               | Sortida-entrada                      | 146                 | Marina Casares                                                                  | Marina Casares                                                                  |                    |                                    |
| Limitació a 80               | Trencall                             | 147                 | Casares 13                                                                      | Casares 13                                                                      | MA-8300            |                                    |
| Limitació a 80               | Trencall                             | 148                 | Buenas Noches                                                                   | Buenas Noches                                                                   |                    |                                    |
| Limitació a 80               | Sortida-entrada                      | 149                 | Bahía Dorada                                                                    | Bahía Dorada                                                                    |                    |                                    |
| Limitació a 80               | Sortida-entrada                      | 150                 | Bahía Dorada                                                                    | Bahía Dorada                                                                    |                    |                                    |
| Limitació a 80               | Trencall                             | 151                 | Valle Romano                                                                    | Valle Romano                                                                    |                    |                                    |
| Limitació a 80               | Trencall                             | 152                 | Estepona Av. de España                                                          | Estepona Av. de España                                                          |                    |                                    |
| Limitació de velocitat a 120 | Final d'autovia i enllaç amb autovia | 153                 | Autopista de la Mediterrània Marbella Màlaga                                    | Autovia de la Mediterrània Guadiaro 20 Algesires 46                             |                    | Retencions                         |
| Limitació de velocitat a 120 | Sortida-entrada                      | 155                 | Estepona Av. de Juan Carlos I                                                   | Estepona Av. de Juan Carlos I                                                   |                    |                                    |
| Limitació de velocitat a 120 | Final d'autovia i enllaç amb autovia | 157                 | Autovia de la Mediterrània Marbella 27 Màlaga 81                                | Autopista de la Mediterrània Guadiaro Algesires                                 |                    |                                    |
| Limitació de velocitat a 120 | Sortida-entrada                      | 159                 | Estepona Av. del Litoral                                                        | Estepona Av. del Litoral                                                        |                    |                                    |
| Limitació de velocitat a 120 | Autovia o autopista                  |                     | Riu Padrón                                                                      | Riu Padrón                                                                      |                    |                                    |
| Limitació a 100              | Sortida-entrada                      | 160                 | Las Lomas Punta del Castor                                                      | Las Lomas Punta del Castor                                                      |                    |                                    |
| Limitació a 100              | Sortida-entrada                      | 163                 | El Velerín                                                                      | El Velerín                                                                      |                    |                                    |
| Limitació a 100              | Autovia o autopista                  |                     | Riu Guadalmansa                                                                 | Río Guadalmansa                                                                 |                    |                                    |
| Limitació a 100              | Sortida-entrada                      | 165                 | Cancel·lada                                                                     | Cancel·lada                                                                     |                    |                                    |
| Limitació a 100              | Sortida-entrada                      | 168                 | Benahavís                                                                       | Benahavís                                                                       | A-7175             |                                    |
| Limitació a 100              | Autovia o autopista                  |                     | Riu Guadalmina                                                                  | Riu Guadalmina                                                                  |                    |                                    |
| Limitació a 80               | Sortida-entrada                      | 169                 | Guadalmina                                                                      | Guadalmina                                                                      |                    |                                    |
| Velocitat màxima de 60       | En construcció                       |                     | Túnel de San Pedro de Alcántara EN CONSTRUCCIÓ Desviament per variant sud       |                                                                                 |                    | Obres                              |
| Velocitat màxima de 50       | Canvi de sentit                      |                     | San Pedro Alcántara (sud)                                                       | San Pedro Alcántara (sud)                                                       |                    | Semàfor per obres                  |
| Velocitat màxima de 50       | Canvi de sentit                      |                     | San Pedro Alcántara (nord)                                                      | San Pedro Alcántara (nord)                                                      | A-397              | Semàfor per obres                  |
| Velocitat màxima de 50       | En construcció                       |                     |                                                                                 | Túnel de San Pedro de Alcántara EN CONSTRUCCIÓ Desviament per variant sud       |                    | Obres                              |
| Velocitat màxima de 60       | Sortida-entrada                      | 172                 |                                                                                 | San Pedro de Alcántara (nord) Ronda 47 Algesires - Màlaga                       | A-397              |                                    |
| Limitació a 80               | Sortida-entrada                      | 173                 | Puerto Banús Nueva Andalucía                                                    | Puerto Banús Nueva Andalucía                                                    |                    |                                    |
| Limitació a 80               | Sortida-entrada                      | 174                 | Puerto Banús Nueva Andalucía Istán                                              | Puerto Banús Nueva Andalucía                                                    |                    |                                    |
| Limitació a 80               | Sortida-entrada                      | 175                 | Marbella Urb. Villa Parra                                                       | Marbella Urb. Villa Parra                                                       |                    |                                    |
| Limitació de velocitat a 120 | Autovia o autopista                  |                     | Riu Verde                                                                       | Riu Verde                                                                       |                    |                                    |
| Limitació de velocitat a 120 | Sortida-entrada                      | 176                 |                                                                                 | Istán                                                                           |                    |                                    |
| Limitació de velocitat a 120 | Túnel d'autovia                      |                     | Túnel                                                                           | Túnel                                                                           |                    |                                    |
| Limitació de velocitat a 120 | Final d'autovia i enllaç amb autovia | 181                 | Autopista de la Mediterrània Fuengirola Màlaga                                  | Autovia de la Mediterrània Estepona 26 Algesires 74                             |                    |                                    |
| Limitació de velocitat a 120 | Canvi de sentit                      | 182 (179)           | Nagüeles                                                                        | Nagüeles                                                                        |                    |                                    |
| Limitació de velocitat a 120 | Sortida-entrada                      | 184 (181)           | Marbella Av. del Trapiche                                                       | Marbella Av. del Trapiche                                                       |                    |                                    |
| Limitació de velocitat a 120 | Sortida-entrada                      | 185 (182)           | Marbella Av. del Duque de Lerma Ojén - Monda - Coín Parc comercial              | Marbella Av. del Duque de Lerma Ojén - Monda - Coín Parc comercial              | A-355              |                                    |
| Limitació de velocitat a 120 | Final d'autovia i enllaç amb autovia | 186 (183)           | Autovia de la Mediterrània Fuengirola 27 Màlaga 55                              | Autopista de la Mediterrània Estepona Algesires                                 |                    |                                    |
| Limitació de velocitat a 120 | Sortida-entrada                      | 184                 | Marbella Av. Severo Ochoa Polígons industrials                                  | Marbella Av. Severo Ochoa Polígons industrials                                  |                    |                                    |
| Limitació de velocitat a 120 | Autovia o autopista                  |                     | Riu Real                                                                        | Riu Real                                                                        |                    |                                    |
| Limitació a 100              | Sortida-entrada                      | 185                 | Torre Real Incosol                                                              | Torre Real Incosol                                                              |                    |                                    |
| Limitació a 80               | Sortida-entrada                      | 186                 | Altos de Marbella                                                               | Altos de Marbella                                                               |                    |                                    |
| Limitació a 100              | Sortida-entrada                      | 187                 | Los Monteros Hospital Costa del Sol                                             | Los Monteros Hospital Costa del Sol                                             |                    |                                    |
| Limitació a 100              | Sortida-entrada                      | 188                 | El Rosario Las Chapas                                                           | El Rosario Las Chapas                                                           |                    |                                    |
| Limitació a 100              | Sortida-entrada                      | 192                 | Elviria                                                                         | Elviria                                                                         |                    |                                    |
| Limitació a 110              | Sortida-entrada                      | 194                 | Cabopino                                                                        | Cabopino                                                                        |                    |                                    |
| Limitació a 100              | Sortida-entrada                      | 195                 | Torre Ladrones                                                                  | Torre Ladrones                                                                  |                    |                                    |
| Limitació a 100              | Sortida-entrada                      | 196                 | Sitio de Calahonda Autopista de la Mediterrània Algesires - Màlaga              | Sitio de Calahonda Autopista de la Mediterrània Algesires - Màlaga              |                    |                                    |
| Limitació a 100              | Sortida-entrada                      | 197                 | Torre de Calahonda                                                              | Torre de Calahonda                                                              |                    |                                    |
| Limitació a 100              | Sortida-entrada                      | 198                 | Riviera                                                                         | Riviera                                                                         |                    |                                    |
| Limitació a 100              | Autovia o autopista                  |                     | Rambla de la Cala del Moral                                                     | Rambla de la Cala del Moral                                                     |                    | Radar en pk 200,4 sentit Màlaga    |
| Limitació a 80               | Canvi de sentit                      | 201                 | La Cala de Mijas                                                                | La Cala de Mijas                                                                |                    |                                    |
| Limitació a 80               | Sortida-entrada                      | 205                 | Faro de Mijas                                                                   | Faro de Mijas                                                                   |                    | Radar en pk 204,8 sentit Algecires |
| Limitació a 100              | Sortida-entrada                      | 206                 | Fuengirola Miramar                                                              | Fuengirola Miramar                                                              |                    |                                    |
| Limitació a 100              | Autovia o autopista                  |                     | Riu Fuengirola                                                                  | Riu Fuengirola                                                                  |                    |                                    |
| Limitació a 80               | Canvi de sentit                      | 208                 | Fuengirola                                                                      | Fuengirola                                                                      |                    |                                    |
| Limitació a 100              | Sortida-entrada                      | 209                 | Fuengirola Coín                                                                 | Fuengirola Coín                                                                 | A-7053             |                                    |
| Limitació a 100              | Canvi de sentit                      | 210                 | Fuengirola - Av. Clemente Díaz Mijas                                            | Fuengirola - Av. Clemente Díaz Mijas                                            | A-387              |                                    |
| Limitació a 100              | Autovia o autopista                  |                     | Rambla del Real                                                                 | Rambla del Real                                                                 |                    |                                    |
| Limitació a 100              | Sortida-entrada                      | 211                 | Los Boliches Benalmádena Costa                                                  | Los Boliches Benalmádena Costa                                                  |                    |                                    |
| Limitació a 100              | Sortida-entrada                      | 212                 | Fuengirola Av. de las Salinas                                                   | Fuengirola Av. de las Salinas                                                   |                    |                                    |
| Limitació de velocitat a 120 | Sortida-entrada                      | 213                 |                                                                                 | Mijas Algesires                                                                 |                    |                                    |

### Tram Benalmádena - Albuñol
| Velocitat                    | Esquema                                       | Eixida               | Sentit França (descendent)                                                         | Sentit Algesires (ascendent)                                                       | Carretera           | Notes                                            |
| ---------------------------- | --------------------------------------------- | -------------------- | ---------------------------------------------------------------------------------- | ---------------------------------------------------------------------------------- | ------------------- | ------------------------------------------------ |
|                              | Autovia o autopista                           |                      | Màlaga                                                                             | Autopista de la Mediterrània                                                       |                     |                                                  |
| Limitació de velocitat a 120 | Final d'autovia i enllaç amb autovia          | 214                  | Autopista de la Mediterrània Benalmádena 8 Màlaga 26                               | Autovia de la Mediterrània Fuengirola 4 Algesires 107                              |                     |                                                  |
| Limitació de velocitat a 120 | Autovia o autopista                           |                      | Rambla del Nacimiento                                                              | Rambla del Nacimiento                                                              |                     |                                                  |
| Limitació de velocitat a 120 | Autovia o autopista                           |                      | Rambla de Fresos                                                                   | Rambla de Fresos                                                                   |                     |                                                  |
| Limitació de velocitat a 120 | Sortida-entrada                               | 217                  | Mijas Benalmádena                                                                  | Mijas Benalmádena                                                                  | A-368               |                                                  |
| Limitació de velocitat a 120 | Sortida-entrada                               | 222                  | Benalmádena Rambla de la Miel                                                      | Benalmádena Rambla de la Miel                                                      |                     |                                                  |
| Limitació de velocitat a 120 | Àrea de servei                                |                      | Àrea de Servei Rambla de la Miel                                                   | Àrea de Servei Rambla de la Miel                                                   |                     |                                                  |
| Limitació a 80 per obres     | Autovia o autopista                           |                      | Enllaç amb la Hiperronda en obres                                                  | Enllaç amb la Hiperronda en obres                                                  | MA-40               | Obres                                            |
| Limitació a 80 per obres     | Canvi de sentit                               | 227                  | Torremolinos Palau de Congressos                                                   | Torremolinos Palau de Congressos                                                   |                     | Obres                                            |
| Limitació de velocitat a 120 | Autovia o autopista                           |                      | Autovia de la Mediterrània Màlaga 12 Almeria 206                                   | Autopista de la Mediterrània Algesires 123 Cadis 241                               |                     |                                                  |
| Limitació de velocitat a 120 | Sortida-entrada                               | 229                  | Aeroport de Màlaga                                                                 | Torremolinos                                                                       |                     | Retencions                                       |
| Limitació a 100              | Canvi de sentit                               | 230                  | Churriana Alhaurín de la Torre-Coín Centre comercial                               | Churriana Alhaurín de la Torre-Coín Centre comercial                               | A-404               |                                                  |
| Limitació a 100              | Canvi de sentit                               | 232                  | Guadalmar San Julián                                                               | Guadalmar San Julián                                                               |                     |                                                  |
| Limitació a 100              | Autovia o autopista                           |                      | Riu Guadalhorce                                                                    | Riu Guadalhorce                                                                    |                     |                                                  |
| Limitació a 100              | Sortida-entrada                               | 234                  | Màlaga Av. Velàzquez Port de Màlaga                                                | Aeroport de Màlaga Port de Màlaga Torremolinos                                     |                     | Eixida 234 en obres Centre ciutat per eixida 236 |
| Limitació de velocitat a 120 | Intercanviador                                | 236                  | Màlaga Av. d'Andalucia Universitat de Màlaga - Parc Tecnològic d'Andalucia Cártama | Màlaga Av. d'Andalucia Universitat de Màlaga - Parc Tecnològic d'Andalucia Cártama | A-357               |                                                  |
| Limitació de velocitat a 120 | Sortida-entrada                               | 237                  | Màlaga Av. Carlos Haya Hospital                                                    | Màlaga Av. Carlos Haya Hospital                                                    |                     |                                                  |
| Limitació a 80               | Túnel d'autovia                               |                      | Túnel                                                                              | Túnel                                                                              |                     |                                                  |
| Limitació a 100              | Sortida-entrada                               | 238                  | Màlaga Av. de Valle-Inclán                                                         | Màlaga Av. de Valle-Inclán                                                         | A-7075 A-7076       |                                                  |
| Limitació a 100              | Canvi de sentit                               | 240                  | Màlaga Ciudad Jardín                                                               | Màlaga Ciudad Jardín                                                               |                     |                                                  |
| Limitació a 80 per obres     | Autovia o autopista                           |                      | Enllaç amb la Hiperronda en obres                                                  | Enllaç amb la Hiperronda en obres                                                  | MA-40               | Obres                                            |
| Limitació a 100              | Autovia o autopista                           |                      | Riu Guadalmedina                                                                   | Riu Guadalmedina                                                                   |                     |                                                  |
| Limitació a 100              | Intercanviador                                | 241                  | Antequera Còrdova Sevilla - Granada                                                | Antequera Còrdova Sevilla - Granada                                                | MA-45               | Retencions                                       |
| Limitació a 100              | Sortida-entrada                               | 242                  |                                                                                    | Màlaga C/ Pedro Miguel Carbonell                                                   |                     |                                                  |
| Limitació a 100              | Sortida-entrada                               | 243                  |                                                                                    | Màlaga Ciudad Jardín Av. de Guerrero Strachan                                      | A-7000              |                                                  |
| Limitació a 100              | Sortida-entrada                               | 244                  | Málaga Passatge de las Espuelas                                                    | Málaga Passatge de las Espuelas                                                    | A-7000              |                                                  |
| Limitació a 80               | Túnel d'autovia                               |                      | Túnel                                                                              | Túnel                                                                              |                     |                                                  |
| Limitació a 100              | Sortida-entrada                               | 245                  | La Biznaga                                                                         | La Biznaga                                                                         |                     |                                                  |
| Limitació de velocitat a 120 | Autovia o autopista                           |                      | Rambla de Jaboneros                                                                | Rambla de Jaboneros                                                                |                     |                                                  |
| Limitació a 100              | Sortida-entrada                               | 246                  | Màlaga Av. de San Isidro                                                           | Màlaga Av. de San Isidro                                                           |                     |                                                  |
| Limitació a 100              | Autovia o autopista                           |                      | Rambla del Gálica                                                                  | Rambla del Gálica                                                                  |                     |                                                  |
| Limitació a 100              | Autovia o autopista                           |                      | Rambla del Totalán                                                                 | Rambla del Totalán                                                                 |                     |                                                  |
| Limitació a 100              | Canvi de sentit                               | 251                  | La Cala del Moral La Araña                                                         | La Cala del Moral La Araña                                                         |                     |                                                  |
| Limitació a 100              | Sortida-entrada                               | 254                  | Rincón de la Victoria Benagalbón                                                   | Rincón de la Victoria Benagalbón                                                   | MA-3200             |                                                  |
| Limitació a 100              | Sortida-entrada                               | 258                  | Rincón de la Victoria                                                              | Rincón de la Victoria                                                              |                     |                                                  |
| Limitació de velocitat a 120 | Sortida-entrada                               | 265                  | Iznate                                                                             | Iznate                                                                             | MA-3203             |                                                  |
| Limitació de velocitat a 120 | Autovia o autopista                           |                      | Riu Vélez                                                                          | Riu Vélez                                                                          |                     |                                                  |
| Limitació de velocitat a 120 | Canvi de sentit                               | 272                  | Vélez-Màlaga - Torre del Mar                                                       | Vélez-Màlaga - Torre del Mar                                                       | A-356               |                                                  |
| Limitació de velocitat a 120 | Sortida-entrada                               | 277                  | Algarrobo                                                                          | Algarrobo                                                                          | A-7206              |                                                  |
| Limitació de velocitat a 120 | Autovia o autopista                           |                      | Riu Algarrobo                                                                      | Riu Algarrobo                                                                      |                     |                                                  |
| Limitació a 80               | Túnel d'autovia                               |                      | Túnel                                                                              | Túnel                                                                              |                     |                                                  |
| Limitació de velocitat a 120 | Sortida-entrada                               | 285                  | Torrox                                                                             | Torrox                                                                             | A-7207              |                                                  |
| Limitació a 80               | Túnel d'autovia                               |                      | Túnel                                                                              | Túnel                                                                              |                     |                                                  |
| Limitació a 80               | Túnel d'autovia                               |                      | Túnel                                                                              | Túnel                                                                              |                     |                                                  |
| Limitació de velocitat a 120 | Sortida-entrada                               | 292                  | Nerja - Frigiliana                                                                 | Nerja - Frigiliana                                                                 | MA-5105             |                                                  |
| Limitació de velocitat a 120 | Autovia o autopista                           |                      | Riu Chíllar                                                                        | Riu Chíllar                                                                        |                     |                                                  |
| Limitació a 80               | Túnel d'autovia                               |                      | Túnel                                                                              | Túnel                                                                              |                     |                                                  |
| Limitació de velocitat a 120 | Sortida-entrada                               | 295                  | Nerja est                                                                          | Nerja est                                                                          |                     |                                                  |
| Limitació a 80               | Túnel d'autovia                               |                      | Túnel de Cerrosol 200m                                                             | Túnel de Cerrosol 200m                                                             |                     |                                                  |
| Limitació a 80               | Túnel d'autovia                               |                      | Túnel de Pino 400m                                                                 | Túnel de Pino 400m                                                                 |                     |                                                  |
| Limitació de velocitat a 120 | Autovia o autopista                           | Província de Granada | Província de Granada                                                               | Província de Màlaga                                                                | Província de Màlaga |                                                  |
| Limitació a 100              | Túnel d'autovia                               |                      | Túnel de Merchante 1400m                                                           | Túnel de Merchante 1400m                                                           |                     |                                                  |
| Limitació de velocitat a 120 | Sortida-entrada                               | 305                  | Almuñécar La Herradura                                                             | Almuñécar La Herradura                                                             |                     |                                                  |
| Limitació a 100              | Túnel d'autovia                               |                      | Túnel de Calaceite 2145m                                                           | Túnel de Calaceite 2145m                                                           |                     |                                                  |
| Limitació a 100              | Túnel d'autovia                               |                      | Túnel de Cantalobos 410m                                                           | Túnel de Cantalobos 410m                                                           |                     |                                                  |
| Limitació a 100              | Túnel d'autovia                               |                      | Túnel del Gato 280m                                                                | Túnel del Gato 280m                                                                |                     |                                                  |
| Limitació de velocitat a 120 | Sortida-entrada autovia                       | 314                  | Almuñécar Velilla-Taramay (eixida obligatoria)                                     |                                                                                    |                     | Obres                                            |
| Limitació a 90               | En construcció                                |                      | Autovia de la Mediterrània entre Taramay i Guadalfeo EN CONSTRUCCIÓ                |                                                                                    |                     | Obres                                            |
| Limitació a 100              | Sortida-entrada                               | 325                  |                                                                                    | Motril Vélez de Benaudalla (eixida obligatòria)                                    |                     | Obres                                            |
| Limitació a 100              | Final d'autovia i enllaç amb autovia          | 328                  | Vélez de Benaudalla Granada Jaén (eixida obligatòria)                              |                                                                                    |                     | Obres                                            |
| Limitació a 90               | En construcció                                |                      | Autovia de la Mediterrània entre La Gorgoracha i Castell de Ferro EN CONSTRUCCIÓ   |                                                                                    |                     | Obres                                            |
| Limitació a 100              | Final d'autovia                               | 355                  | Castell de Ferro                                                                   | Castell de Ferro                                                                   |                     |                                                  |
| Limitació a 100              | Final d'autovia - inici de carretera nacional | 359                  | Polopos                                                                            | Polopos                                                                            |                     |                                                  |
| Limitació a 90               | En construcció                                |                      | Autovia de la Mediterrània entre Polopos i Albuñol EN CONSTRUCCIÓ                  |                                                                                    |                     | Obres                                            |

### Tram Albuñol - Múrcia
| Velocitat                    | Esquema                              | Eixida              | Sentit França (descendent)                       | Sentit Algesires (ascendent)                     | Carretera            | Notes |  |
| ---------------------------- | ------------------------------------ | ------------------- | ------------------------------------------------ | ------------------------------------------------ | -------------------- | ----- |  |
| Limitació de velocitat a 120 | Sortida-entrada autovia              |                     | Castillo de Huarea                               | Castillo de Huarea                               |                      |       |  |
| Limitació de velocitat a 120 | Autovia o autopista                  | Província d'Almeria | Província d'Almeria                              | Província de Granada                             | Província de Granada |       |  |
| Limitació de velocitat a 120 | Sortida-entrada                      |                     | Adra oest                                        | Adra oest                                        |                      |       |  |
| Limitació de velocitat a 120 | Sortida-entrada                      | 389                 | Adra est                                         | Adra est                                         |                      |       |  |
| Limitació de velocitat a 120 | Sortida-entrada                      | 391                 | Berja - La Alpujarra                             | Berja - La Alpujarra                             | A-347                |       |  |
| Limitació de velocitat a 120 | Sortida-entrada                      | 398                 | Balanegra                                        | Balanegra                                        |                      |       |  |
| Limitació de velocitat a 120 | Sortida-entrada                      | 400                 | Balanegra - Balerma                              | Balanegra - Balerma                              |                      |       |  |
| Limitació de velocitat a 120 | Sortida-entrada                      | 403                 | Balerma                                          | Balerma                                          |                      |       |  |
| Limitació de velocitat a 120 | Sortida-entrada                      | 404                 | Matagorda                                        | Matagorda                                        |                      |       |  |
| Limitació de velocitat a 120 | Sortida-entrada                      | 406                 | El Ejido - Berja                                 | El Ejido - Berja                                 | A-358                |       |  |
| Limitació de velocitat a 120 | Sortida-entrada                      | 409                 | El Ejido - Almerimar                             | El Ejido - Almerimar                             | A-389                |       |  |
| Limitació de velocitat a 120 | Sortida-entrada                      | 411                 | El Ejido - La Mojonera                           | El Ejido - La Mojonera                           | A-358                |       |  |
| Limitació de velocitat a 120 | Sortida-entrada                      | 414                 | El Ejido                                         | El Ejido                                         |                      |       |  |
| Limitació de velocitat a 120 | Sortida-entrada                      | 420                 | La Mojonera                                      | La Mojonera                                      |                      |       |  |
| Limitació de velocitat a 120 | Sortida-entrada                      | 424                 | Vícar                                            | Vícar                                            |                      |       |  |
| Limitació de velocitat a 120 | Sortida-entrada                      | 429                 | Roquetas de Mar - Aguadulce Enix - Felix         | Roquetas de Mar - Aguadulce Enix - Felix         | A-391                |       |  |
| Limitació a 80               | Túnel d'autovia                      |                     | Túnel de Aguadulce; 600m                         | Túnel de Aguadulce; 1100m                        |                      |       |  |
| Limitació de velocitat a 120 | Sortida-entrada                      | 438                 | Almeria - Port                                   | Almeria - Port                                   |                      |       |  |
| Limitació de velocitat a 120 | Sortida-entrada                      | 443                 | Almeria Avda Federico García Lorca               | Almeria Avda Federico García Lorca               |                      |       |  |
| Limitació de velocitat a 120 | Sortida-entrada                      | 446                 | Almeria Carretera de Ronda                       | Almeria Carretera de Ronda                       |                      |       |  |
| Limitació de velocitat a 120 | Sortida-entrada                      | 448                 | Benahadux - Huércal de Almeria                   | Benahadux - Huércal de Almeria                   |                      |       |  |
| Limitació de velocitat a 120 | Intercanviador                       | 453                 | Granada - Guadix Viator-Base Militar La Legió    | Granada - Guadix Viator-Base Militar La Legió    |                      |       |  |
| Limitació de velocitat a 120 | Sortida-entrada                      | 456                 | La Cañada - Aeroport d'Almeria                   | La Cañada - Aeroport d'Almeria                   |                      |       |  |
| Limitació de velocitat a 120 | Sortida-entrada                      | 460                 | El Alquián                                       | El Alquián                                       |                      |       |  |
| Limitació de velocitat a 120 | Sortida-entrada                      | 467                 | Cap de Gata - Retamar - El Toyo                  | Cap de Gata - Retamar - El Toyo                  |                      |       |  |
| Limitació de velocitat a 120 | Sortida-entrada                      | 471                 | San Isidro San José Cap de Gata                  | San Isidro San José Cap de Gata                  |                      |       |  |
| Limitació de velocitat a 120 | Sortida-entrada                      | 475                 | El Visar                                         | El Visar                                         |                      |       |  |
| Limitació de velocitat a 120 | Sortida-entrada                      | 479                 | Níjar - San Isidro                               | Níjar - San Isidro                               |                      |       |  |
| Limitació de velocitat a 120 | Sortida-entrada                      | 481                 | Níjar Lucainena de las Torres                    | Níjar Lucainena de las Torres                    |                      |       |  |
| Limitació de velocitat a 120 | Sortida-entrada                      | 487                 | Campohermoso - Las Negras                        | Campohermoso - Las Negras                        |                      |       |  |
| Limitació de velocitat a 120 | Sortida-entrada                      | 494                 | Carboneras Cap de Gata                           | Carboneras Cap de Gata                           |                      |       |  |
| Limitació a 100              | Sortida-entrada                      | 504                 | Sorbas                                           | Sorbas                                           |                      |       |  |
| Limitació a 100              | Sortida-entrada                      | 510                 | La Herrería                                      | La Herrería                                      |                      |       |  |
| Limitació a 100              | Sortida-entrada autovia              | 513                 | Sorbas - Tabernas                                |                                                  |                      |       |  |
| Limitació a 100              | Sortida-entrada                      | 514                 |                                                  | Sorbas-Tabernas                                  |                      |       |  |
| Limitació a 100              | Sortida-entrada                      | 516                 | Alfaix                                           | Alfaix                                           |                      |       |  |
| Limitació a 100              | Sortida-entrada                      | 520                 | Los Gallardos Turre - Garrucha - Mojácar         | Los Gallardos Turre - Garrucha - Mojácar         | A-370                |       |  |
| Limitació a 100              | Sortida-entrada                      | 525                 | Garrucha - Los Gallardos                         | Garrucha - Los Gallardos                         |                      |       |  |
| Limitació a 100              | Sortida-entrada                      | 529                 | Vera                                             | Vera                                             | A-352                |       |  |
| Limitació a 100              | Final d'autovia i enllaç amb autovia | 534                 | Vera Cartagena                                   | Vera Cartagena                                   |                      |       |  |
| Limitació de velocitat a 120 | Sortida-entrada                      | 537                 | Cuevas del Almanzora                             | Cuevas del Almanzora                             | A-332                |       |  |
| Limitació de velocitat a 120 | Sortida-entrada                      | 543                 | Zurgena                                          | Zurgena                                          |                      |       |  |
| Limitació de velocitat a 120 | Sortida-entrada                      | 547                 | Albox - Baza Olula del Río - Purchena            | Albox - Baza Olula del Río - Purchena            | A-334                |       |  |
| Limitació de velocitat a 120 | Sortida-entrada                      | 549                 | Huércal-Overa sud                                | Huércal-Overa sud                                |                      |       |  |
| Limitació de velocitat a 120 | Sortida-entrada                      | 553                 | Huércal-Overa Santa María de Nieva               | Huércal-Overa Santa María de Nieva               | A-327                |       |  |
| Limitació de velocitat a 120 | Sortida-entrada                      | 559                 | Huércal-Overa nord                               | Huércal-Overa nord                               |                      |       |  |
| Limitació de velocitat a 120 | Sortida-entrada                      | 563                 | Urcal - Las Norias                               | Urcal - Las Norias                               |                      |       |  |
| Limitació de velocitat a 120 | Sortida-entrada                      | 565                 | Góñar                                            | Góñar                                            |                      |       |  |
| Limitació de velocitat a 120 | Autovia o autopista                  | Regió de Múrcia     | Regió de Múrcia                                  | Província d'AlmeriaAndalusia                     | Andalusia - Almeria  |       |  |
| Limitació de velocitat a 120 | Sortida-entrada                      | 575                 | Puerto Lumbreras - Almendricos                   | Puerto Lumbreras - Almendricos                   |                      |       |  |
| Limitació de velocitat a 120 | Final d'autovia i enllaç             | 578                 | Granada - Vélez-Rubio                            | Granada - Vélez-Rubio                            |                      |       |  |
| Limitació de velocitat a 120 | Sortida-entrada                      | 580                 | Puerto Lumbreras - Parador                       | Puerto Lumbreras - Parador                       |                      |       |  |
| Limitació de velocitat a 120 | Sortida-entrada                      | 582                 |                                                  | Via de Servei                                    |                      |       |  |
| Limitació de velocitat a 120 | Sortida-entrada                      | 584                 | Polígon Industrial                               | Polígon Industrial                               |                      |       |  |
| Limitació de velocitat a 120 | Sortida-entrada                      | 585                 | La Torrecilla                                    | La Torrecilla                                    |                      |       |  |
| Limitació de velocitat a 120 | Sortida-entrada                      | 587                 | Hospital R. Méndez                               | Hospital R. Méndez                               |                      |       |  |
| Limitació de velocitat a 120 | Sortida-entrada                      | 591                 | Llorca - Águilas                                 | Llorca - Águilas                                 | RM-11                |       |  |
| Limitació a 80               | Túnel d'autovia                      |                     | Túnel de Llorca 600m                             | Túnel de Llorca 1000m                            |                      |       |  |
| Limitació de velocitat a 120 | Sortida-entrada                      | 595                 | Llorca - Caravaca de la Cruz                     | Llorca - Caravaca de la Cruz                     | C-3211               |       |  |
| Limitació de velocitat a 120 | Sortida-entrada autovia              | 598                 | Llorca-Águilas                                   |                                                  |                      |       |  |
| Limitació de velocitat a 120 | Sortida-entrada                      | 600                 |                                                  | Llorca                                           |                      |       |  |
| Limitació de velocitat a 120 | Sortida-entrada                      | 605                 | La Hoya                                          | La Hoya                                          |                      |       |  |
| Limitació de velocitat a 120 | Sortida-entrada                      | 607                 |                                                  | La Hoya                                          |                      |       |  |
| Limitació de velocitat a 120 | Sortida-entrada autovia              | 609                 | Lebor - Totana                                   |                                                  |                      |       |  |
| Limitació de velocitat a 120 | Sortida-entrada                      | 612                 |                                                  | Totana - Lebor                                   |                      |       |  |
| Limitació de velocitat a 120 | Sortida-entrada                      | 617                 | Totana - Serra Espunya Aledo - Mazarrón          | Totana - Serra Espunya Aledo - Mazarrón          | C-3215 RM-3          |       |  |
| Limitació de velocitat a 120 | Sortida-entrada                      | 620                 | El Saladar                                       | El Saladar                                       |                      |       |  |
| Limitació de velocitat a 120 | Àrea de servei                       |                     | Àrea de Descans                                  | Àrea de Descans                                  |                      |       |  |
| Limitació de velocitat a 120 | Sortida-entrada                      | 627                 | Alhama de Múrcia Pliego Fuente Álamo - Cartagena | Alhama de Múrcia Pliego Fuente Álamo - Cartagena | RM-2                 |       |  |
| Limitació de velocitat a 120 | Sortida-entrada                      | 631                 | Alhama de Múrcia - Serra Espunya                 | Alhama de Múrcia - Serra Espunya                 |                      |       |  |
| Limitació de velocitat a 120 | Sortida-entrada                      | 633                 |                                                  | Via de Servei                                    |                      |       |  |
| Limitació de velocitat a 120 | Sortida-entrada                      | 635                 | Casas Nuevas - Librilla                          | Casas Nuevas - Librilla                          |                      |       |  |
| Limitació de velocitat a 120 | Sortida-entrada                      | 638                 | Fuente Librilla - Librilla                       | Fuente Librilla - Librilla                       |                      |       |  |
| Limitació de velocitat a 120 | Sortida-entrada                      | 639                 | Via de Servei                                    | Via de Servei                                    |                      |       |  |
| Limitació de velocitat a 120 | Sortida-entrada                      | 641                 | Via de Servei                                    | Via de Servei                                    |                      |       |  |
| Limitació de velocitat a 120 | Sortida-entrada                      | 643                 | Via de Servei                                    | Via de Servei                                    |                      |       |  |
| Limitació de velocitat a 120 | Sortida-entrada                      | 644                 | Via de Servei                                    | Via de Servei                                    |                      |       |  |
| Limitació de velocitat a 120 | Sortida-entrada autovia              | 645                 | Alcantarilla - Sangonera la Seca                 |                                                  |                      |       |  |
| Limitació de velocitat a 120 | Sortida-entrada                      | 647                 | Sangonera la Seca                                | Sangonera la Seca                                |                      |       |  |
| Limitació de velocitat a 120 | Intercanviador                       | 651A                | Alcantarilla Cartagena - El Palmar               | Alcantarilla Cartagena - El Palmar               |                      |       |  |
| Limitació de velocitat a 120 | Intercanviador                       | 651B                | Caravaca de la Cruz - Mula                       | Caravaca de la Cruz - Mula                       |                      |       |  |
| Limitació de velocitat a 120 | Sortida-entrada                      | 654                 | Las Torres de Cotillas - Javalí Nuevo            | Las Torres de Cotillas - Javalí Nuevo            |                      |       |  |
| Limitació de velocitat a 120 | Sortida-entrada                      | 658                 | La Ñora - Guadalupe - Javalí Viejo Universitats  | La Ñora - Guadalupe - Javalí Viejo Universitats  |                      |       |  |
|                              | Final d'autovia i enllaç amb autovia | 659                 | Múrcia - Cartagena Albacete - Elx - Alacant      | Múrcia - Cartagena Albacete - Elx - Alacant      |                      |       |  |
|                              |                                      |                     | Començament de l' Autovia de Múrcia              | Continuació de l' Autovia de la Mediterrània     |                      |       |  |

### Tram Múrcia - Alacant
Aquest tram fou inaugurat en el 1990 i en realitat fou una continuació de l'Autopista A-7 (ara AP-7) que sols anava fins a eixe moment de la Frontera francesa fins a Alacant, però en ser gratuïta no es va dir mai autopista, encara que el seu traçat es va construir baix d'eixes característiques. Es pot apreciar per la quilometració, que en eixe tram és decreixent, ja que compta els quilòmetres des del seu enllaç amb l'AP-7 a Alacant fins a Múrcia. (A més a més des del km 702 al 724 es correspon amb l'AP-7 l'única part del tram amb tres carrils per sentit)
| Velocitat                    | Esquema                              | Carrils                | Eixida                  | Sentit França (descendent)                     | Sentit Algesires (ascendent)                 | Carrils                | Carretera       | Notes      |
| ---------------------------- | ------------------------------------ | ---------------------- | ----------------------- | ---------------------------------------------- | -------------------------------------------- | ---------------------- | --------------- | ---------- |
| Limitació de velocitat a 120 | Autovia o autopista                  | Calçada de sentit únic |                         | Continuació de l' Autovia de la Mediterrània   | Autovia de Múrcia                            | Calçada de sentit únic |                 | Retencions |
| Limitació a 100              | Intercanviador                       | Calçada de sentit únic | 764                     | Molina de Segura                               | Molina de Segura                             | Sortida                |                 |            |
| Limitació de velocitat a 120 | Intercanviador                       | Sortida                | 763A                    | Múrcia                                         | Múrcia                                       | Sortida                |                 |            |
| Limitació de velocitat a 120 | Intercanviador                       | Sortida                | 763B                    | Albacete - Madrid                              | Albacete - Madrid                            | Sortida                |                 |            |
| Limitació de velocitat a 120 | Sortida-entrada                      | Calçada de sentit únic | 759                     | Cabezo de Torres - Monteagudo - Churra         | Cabezo de Torres - Monteagudo - Churra       | Calçada de sentit únic | A-4             |            |
| Limitació de velocitat a 120 | Sortida-entrada                      | Calçada de sentit únic | 755                     | Fortuna - Iecla - Cobatillas                   | Fortuna - Iecla - Cobatillas                 | Calçada de sentit únic | RM-423          |            |
| Limitació de velocitat a 120 | Sortida-entrada                      | Calçada de sentit únic | 752                     | Santomera - Favanella                          | Santomera - Favanella                        | Calçada de sentit únic | RM-414          |            |
| Limitació de velocitat a 120 | Àrea de servei                       | Calçada de sentit únic |                         | Àrea de Servei de Santomera                    | Àrea de Servei de Santomera                  | Calçada de sentit únic |                 |            |
| Limitació de velocitat a 120 | Autovia o autopista                  | Calçada de sentit únic | País Valencià - Alacant | Província d'Alacant País Valencià              | Regió de Múrcia                              | Calçada de sentit únic | Regió de Múrcia |            |
| Limitació de velocitat a 120 | Sortida-entrada autovia              | Calçada de sentit únic | 743                     | Oriola                                         |                                              | Calçada de sentit únic | CV-371 CV-868   |            |
| Limitació de velocitat a 120 | Sortida-entrada                      | Calçada de sentit únic | 741                     |                                                | Oriola - Benferri                            | Calçada de sentit únic | CV-371 CV-870   |            |
| Limitació de velocitat a 120 | Sortida-entrada                      | Calçada de sentit únic | 737                     | Albatera - Oriola                              | Oriola                                       | Calçada de sentit únic |                 |            |
| Limitació de velocitat a 120 | Sortida-entrada                      | Calçada de sentit únic | 735                     | Granja - Cox - Callosa de Segura               | Granja - Cox - Callosa de Segura             | Calçada de sentit únic | CV-900          |            |
| Limitació de velocitat a 120 | Sortida-entrada                      | Calçada de sentit únic | 732                     | Albatera - San Isidro                          | Albatera - San Isidro                        | Calçada de sentit únic | CV-909          |            |
| Limitació de velocitat a 120 | Sortida-entrada                      | Calçada de sentit únic | 726                     | Catral - Torrevella - Crevillent               | Crevillent - Catral                          | Calçada de sentit únic | CV-904          |            |
| Limitació de velocitat a 120 | Final d'autovia i enllaç amb autovia | Calçada de sentit únic | 724                     |                                                | Cartagena - Torrevella                       | Bifurcació             |                 |            |
| Limitació de velocitat a 120 | Sortida-entrada                      | Calçada de sentit únic | 722                     | Crevillent Estació ffcc                        | Crevillent Estació ffcc                      | Calçada de sentit únic | CV-875          | Retencions |
| Limitació de velocitat a 120 | Intercanviador                       | Calçada de sentit únic | 719                     | Elx oest                                       | Elx - Crevillent                             | Calçada de sentit únic |                 | Retencions |
| Limitació de velocitat a 120 | Intercanviador                       | Calçada de sentit únic | 714                     | Elx - Asp                                      | Elx - Asp                                    | Calçada de sentit únic |                 | Retencions |
| Limitació de velocitat a 120 | Intercanviador                       | Bifurcació             | 708                     | Alacant                                        | Elx est                                      | Bifurcació             |                 | Retencions |
| Limitació de velocitat a 120 | Sortida-entrada                      | Calçada de sentit únic | 704                     | Urbanitzacions                                 | Urbanitzacions                               | Calçada de sentit únic | CV-850          |            |
| Limitació a 100              | Autovia o autopista                  | Calçada de sentit únic |                         | Continuació de l' Autopista de la Mediterrània | Continuació de l' Autovia de la Mediterrània | Calçada de sentit únic |                 |            |

### Tram Alacant - València - La Pobla Tornesa
| Velocitat                    | Esquema                              | Carrils                | Eixida                | Sentit França (descendent)                                                                | Sentit Algesires (ascendent)                                                   | Carrils                | Carretera             | Notes                             |
| ---------------------------- | ------------------------------------ | ---------------------- | --------------------- | ----------------------------------------------------------------------------------------- | ------------------------------------------------------------------------------ | ---------------------- | --------------------- | --------------------------------- |
| Limitació a 90               | Autovia o autopista                  | Calçada de sentit únic |                       | Continuació de l' Autovia de la Mediterrània                                              | Final de l' Autovia de la Mediterrània                                         | Calçada de sentit únic |                       |                                   |
| Limitació de velocitat a 120 | Intercanviador                       | Calçada de sentit únic |                       | València per la costa Madrid - Elx - Múrcia                                               | València per la costa Madrid - Elx - Múrcia                                    |                        |                       |                                   |
| Limitació de velocitat a 120 | Sortida-entrada                      | Calçada de sentit únic |                       | Urbanitzacions                                                                            | Urbanitzacions                                                                 | Calçada de sentit únic |                       |                                   |
| Limitació de velocitat a 120 | Sortida-entrada                      | Calçada de sentit únic |                       | Urbanització - Agost                                                                      | Urbanització - Agost                                                           | Calçada de sentit únic | CV-827                |                                   |
| Limitació de velocitat a 120 | Sortida-entrada                      | Calçada de sentit únic |                       | Tibi                                                                                      | Tibi                                                                           | Calçada de sentit únic | CV-805 CV-810         |                                   |
| Limitació de velocitat a 120 | Sortida-entrada                      | Calçada de sentit únic |                       | Castalla                                                                                  | Castalla                                                                       | Calçada de sentit únic | CV-815                |                                   |
| Limitació de velocitat a 120 | Sortida-entrada                      | Calçada de sentit únic |                       | Sax - Castalla - Onil Villena - Albacete - Madrid                                         | Sax - Castalla - Onil Villena - Albacete - Madrid                              | Calçada de sentit únic |                       |                                   |
| Limitació de velocitat a 120 | Sortida-entrada                      | Calçada de sentit únic |                       | Ibi (oest)                                                                                | Ibi (oest)                                                                     | Calçada de sentit únic | CV-805                |                                   |
| Limitació de velocitat a 120 | Sortida-entrada                      | Calçada de sentit únic |                       | Ibi (est)                                                                                 | Ibi (est)                                                                      | Calçada de sentit únic | CV-806                |                                   |
| Limitació de velocitat a 120 | Sortida-entrada                      | Calçada de sentit únic |                       | Xixona                                                                                    | Xixona                                                                         | Calçada de sentit únic | CV-800                |                                   |
| Limitació a 100              | Sortida-entrada                      | Calçada de sentit únic |                       | Alcoi sud - Universitat - Benilloba                                                       | Alcoi sud - Universitat - Benilloba                                            | Calçada de sentit únic |                       |                                   |
| Limitació a 100              | Sortida-entrada                      | Calçada de sentit únic |                       | Alcoi nord - Cocentaina sud                                                               | Alcoi nord - Cocentaina sud                                                    | Calçada de sentit únic |                       |                                   |
| Limitació a 100              | Sortida-entrada autovia              | Calçada de sentit únic | 58                    | Cocentaina - Muro d'Alcoi                                                                 |                                                                                | Calçada de sentit únic |                       |                                   |
| Limitació a 100              | Sortida-entrada                      | Calçada de sentit únic | 63                    |                                                                                           | Cocentaina - Benilloba                                                         | Calçada de sentit únic | CV-790                |                                   |
| Limitació a 100              | Sortida-entrada                      | Calçada de sentit únic | 66                    | Muro d'Alcoi est - Alqueria d'Asnar - Benimarfull                                         | Muro d'Alcoi est -Alqueria d'Asnar - Benimarfull                               | Calçada de sentit únic |                       |                                   |
| Limitació a 100              | Sortida-entrada                      | Calçada de sentit únic | 806                   | Muro d'Alcoi nord                                                                         | Muro d'Alcoi nord                                                              | Calçada de sentit únic |                       |                                   |
| Limitació a 100              | Autovia o autopista                  | Calçada de sentit únic | Província de València | Província de València                                                                     | Província d'Alacant                                                            | Calçada de sentit únic | Província d'Alacant   |                                   |
| Limitació a 100              | Sortida-entrada                      | Calçada de sentit únic | 808                   | via de servei                                                                             | via de servei                                                                  | Calçada de sentit únic |                       |                                   |
| Limitació de velocitat a 120 | Sortida-entrada                      | Calçada de sentit únic | 813                   | Albaida - Gandia - Atzeneta d'Albaida                                                     | Albaida - Atzeneta d'Albaida                                                   | Calçada de sentit únic | CV-615                |                                   |
| Limitació de velocitat a 120 | Sortida-entrada                      | Calçada de sentit únic |                       |                                                                                           | Benisoda                                                                       | Calçada de sentit únic | CV-666                |                                   |
| Limitació a 100              | Sortida-entrada                      | Calçada de sentit únic |                       | Agullent                                                                                  | Agullent                                                                       | Calçada de sentit únic |                       |                                   |
| Limitació a 100              | Sortida-entrada                      | Calçada de sentit únic |                       | Ontinyent - Villena                                                                       | Ontinyent - Villena                                                            | Calçada de sentit únic |                       |                                   |
| Limitació a 100              | Sortida-entrada                      | Calçada de sentit únic |                       |                                                                                           | Ontinyent - Camí de El Real de Gandia                                          | Calçada de sentit únic |                       |                                   |
| Limitació a 100              | Sortida-entrada                      | Calçada de sentit únic |                       | Ontinyent                                                                                 | Ontinyent                                                                      | Calçada de sentit únic | CV-650                |                                   |
| Limitació a 100              | Sortida-entrada autovia              | Calçada de sentit únic |                       | Aielo de Malferit - Bufali                                                                |                                                                                | Calçada de sentit únic | CV-641                |                                   |
| Limitació a 100              | Sortida-entrada                      | Calçada de sentit únic |                       | Aielo de Malferit - Moixent                                                               | Aielo de Malferit - Moixent                                                    | Calçada de sentit únic | CV-651                |                                   |
| Limitació a 100              | Sortida-entrada                      | Calçada de sentit únic |                       | Gandia - L'Olleria control tunel                                                          | Gandia - L'Olleria control tunel                                               | Calçada de sentit únic |                       |                                   |
| Limitació a 80               | Túnel d'autovia                      | Calçada de sentit únic |                       | Túnel de L'Ollería                                                                        | Túnel de L'Ollería                                                             | Calçada de sentit únic |                       | Ràdar en pk 595,3 sentit València |
| Limitació de velocitat a 120 | Àrea de servei                       | Calçada de sentit únic |                       |                                                                                           | via de servei                                                                  | Calçada de sentit únic |                       |                                   |
| Limitació a 100              | Sortida-entrada                      | Calçada de sentit únic |                       | Xàtiva - Canals                                                                           | Xàtiva - Canals                                                                | Calçada de sentit únic | CV-597 CV-645         |                                   |
| Limitació a 100              | Sortida-entrada                      | Calçada de sentit únic |                       | Cerdà - Rotglà i Corberà L'Alcúdia de Crespins                                            | Cerdà - Rotglà i Corberà L'Alcúdia de Crespins                                 | Calçada de sentit únic |                       |                                   |
| Limitació a 100              | Final d'autovia i enllaç             | Calçada de sentit únic | 846                   | Albacete                                                                                  | Albacete                                                                       | Bifurcació             |                       |                                   |
| Limitació a 100              | Sortida-entrada                      | Calçada de sentit únic | 849                   | Rotglà i Corberà - Llanera de Ranes - Estubeny                                            | Rotglà i Corberà - Llanera de Ranes - Estubeny                                 | Calçada de sentit únic | CV-590 CV-593         |                                   |
| Limitació a 100              | Sortida-entrada                      | Calçada de sentit únic | 850                   | Xàtiva - La Llosa de Ranes                                                                | Xàtiva - La Llosa de Ranes                                                     | Calçada de sentit únic |                       |                                   |
| Limitació a 100              | Àrea de servei                       | Calçada de sentit únic |                       | Àrea de Descans                                                                           |                                                                                | Calçada de sentit únic |                       |                                   |
| Limitació de velocitat a 120 | Sortida-entrada                      | Calçada de sentit únic | 855                   | Beneixida Alcàntera de Xúquer Càrcer                                                      | Beneixida Alcàntera de Xúquer Càrcer                                           | Calçada de sentit únic | CV-560                |                                   |
| Limitació de velocitat a 120 | Sortida-entrada                      | Calçada de sentit únic | 857                   | Gavarda - Antella                                                                         | Gavarda - Antella                                                              | Calçada de sentit únic | CV-577                |                                   |
| Limitació de velocitat a 120 | Sortida-entrada autovia              | Calçada de sentit únic | 859                   | Alberic                                                                                   |                                                                                | Calçada de sentit únic |                       |                                   |
| Limitació de velocitat a 120 | Sortida-entrada                      | Calçada de sentit únic | 861                   | Alberic - Tous                                                                            | Alberic - Tous                                                                 | Calçada de sentit únic | CV-541                |                                   |
| Limitació de velocitat a 120 | Sortida-entrada                      | Calçada de sentit únic | 863                   | Massalavés Alzira La Pobla Llarga                                                         | Massalavés Alzira La Pobla Llarga                                              | Calçada de sentit únic | CV-550                |                                   |
| Limitació de velocitat a 120 | Àrea de servei                       | Calçada de sentit únic |                       | àrea de Servei de Massalavés                                                              | Àrea de Servei de Massalavés                                                   | Calçada de sentit únic |                       |                                   |
| Limitació de velocitat a 120 | Sortida-entrada                      | Calçada de sentit únic | 868B                  |                                                                                           | La Garrofera                                                                   | Calçada de sentit únic | CV-554                |                                   |
| Limitació de velocitat a 120 | Sortida-entrada autovia              | Calçada de sentit únic | 868A                  | Montortal                                                                                 |                                                                                | Calçada de sentit únic |                       |                                   |
| Limitació de velocitat a 120 | Sortida-entrada                      | Calçada de sentit únic | 870B                  | L'Alcúdia de Crespins                                                                     | L'Alcudia de Crespins                                                          | Calçada de sentit únic |                       |                                   |
| Limitació de velocitat a 120 | Sortida-entrada                      | Calçada de sentit únic | 870A                  | Carlet Alzira - Guadassuar                                                                | Carlet Alzira - Guadassuar                                                     | Calçada de sentit únic |                       |                                   |
| Limitació de velocitat a 120 | Sortida-entrada                      | Calçada de sentit únic | 873                   |                                                                                           | L'Alcudia de Crespins                                                          | Calçada de sentit únic |                       |                                   |
| Limitació de velocitat a 120 | Sortida-entrada autovia              | Calçada de sentit únic | 875                   | Via de Servei                                                                             |                                                                                | Calçada de sentit únic |                       |                                   |
| Limitació de velocitat a 120 | Sortida-entrada                      | Calçada de sentit únic | 877                   | Carlet                                                                                    | Carlet                                                                         | Calçada de sentit únic | CV-524                |                                   |
| Limitació de velocitat a 120 | Sortida-entrada                      | Calçada de sentit únic | 879                   | Alginet - Algemesí                                                                        | Alginet - Algemesí                                                             | Calçada de sentit únic |                       |                                   |
| Limitació de velocitat a 120 | Sortida-entrada                      | Calçada de sentit únic | 882                   | Alginet Nord                                                                              | Alginet Nord                                                                   | Calçada de sentit únic | CV-650                |                                   |
| Limitació de velocitat a 120 | Sortida-entrada                      | Calçada de sentit únic | 883                   | Benifaió - Alfarp Catadau - Llombai                                                       | Benifaió - Alfarp Catadau - Llombai                                            | Calçada de sentit únic | CV-520                |                                   |
| Limitació de velocitat a 120 | Sortida-entrada                      | Calçada de sentit únic | 886                   | Centre Penitenciari                                                                       | Centre Penitenciari                                                            | Calçada de sentit únic |                       |                                   |
| Limitació de velocitat a 120 | Sortida-entrada                      | Calçada de sentit únic | 887                   | Picassent                                                                                 | Picassent                                                                      | Calçada de sentit únic |                       |                                   |
| Limitació de velocitat a 120 | Sortida-entrada                      | Calçada de sentit únic | 887                   | Almussafes Factoria Ford                                                                  | Almussafes Factoria Ford                                                       | Calçada de sentit únic |                       |                                   |
| Limitació de velocitat a 120 | Intercanviador                       | Bifurcació             | 890                   | València Sud                                                                              | Alacant per la costa                                                           | Bifurcació             |                       | Obres                             |
| Limitació a 100              | Sortida-entrada                      | Calçada de sentit únic | 524                   | Alcàsser (Horta Sud) Picassent                                                            | Alcàsser Picassent                                                             | Calçada de sentit únic | CV-524                |                                   |
| Limitació a 100              | Sortida-entrada                      | Calçada de sentit únic | 517                   | Torrent (Horta Oest) Montserrat                                                           | Torrent Montserrat                                                             | Calçada de sentit únic | CV-405                |                                   |
| Limitació a 100              | Final d'autovia i enllaç amb autovia | Calçada de sentit únic | 514-512               | Torrent València - Calicanto                                                              | Torrent València - Calicanto                                                   | Calçada de sentit únic |                       |                                   |
| Limitació a 100              | Intercanviador                       | Calçada de sentit únic | 509                   | València Madrid                                                                           | València Madrid                                                                | Calçada de sentit únic |                       |                                   |
| Limitació de velocitat a 120 | Sortida-entrada                      | Calçada de sentit únic | 504                   | Manises Riba-roja de Túria                                                                | Manises Riba-roja de Túria                                                     | Calçada de sentit únic |                       |                                   |
| Limitació de velocitat a 120 | Final d'autovia i enllaç amb autovia | Calçada de sentit únic | 501                   | València sud-oest Port de València                                                        | València sud-oest Port de València                                             | Calçada de sentit únic |                       |                                   |
| Limitació de velocitat a 120 | Intercanviador                       | Calçada de sentit únic | 497                   | València Ademús                                                                           | València Ademús                                                                | Calçada de sentit únic |                       |                                   |
| Limitació de velocitat a 120 | Sortida-entrada                      | Calçada de sentit únic | 494                   | Burjassot Bétera                                                                          | Burjassot Bétera                                                               | Calçada de sentit únic | CV-310                |                                   |
| Limitació de velocitat a 120 | Sortida-entrada                      | Calçada de sentit únic | 488                   | Massamagrell Nàquera Montcada                                                             | Massamagrell Nàquera Montcada                                                  | Calçada de sentit únic | CV-302                |                                   |
| Limitació de velocitat a 120 | Sortida-entrada                      | Calçada de sentit únic | 484                   | El Puig Rafelbunyol                                                                       | El Puig Rafelbunyol                                                            | Calçada de sentit únic | CV-301                |                                   |
| Limitació de velocitat a 120 | Final d'autovia i enllaç amb autovia | Calçada de sentit únic | 480                   |                                                                                           | Sagunt Terol                                                                   | Calçada de sentit únic |                       |                                   |
| Limitació de velocitat a 120 | Final d'autovia i enllaç amb autovia | Calçada de sentit únic | 51                    |                                                                                           | València nord Puçol                                                            | Calçada de sentit únic |                       |                                   |
| Limitació de velocitat a 120 | Àrea de servei                       | Calçada de sentit únic |                       | Àrea de Servei de Sagunt                                                                  | Àrea de Servei de Sagunt                                                       | Calçada de sentit únic |                       |                                   |
| Limitació de velocitat a 120 | Final d'autovia i enllaç amb autovia | Calçada de sentit únic | 50B                   |                                                                                           | Sagunt Terol - Saragossa                                                       | Calçada de sentit únic |                       |                                   |
| Limitació de velocitat a 120 | Final d'autovia i enllaç amb autovia | Bifurcació             | 50A                   | Castelló de la Plana Barcelona                                                            |                                                                                | Calçada de sentit únic |                       |                                   |
| Limitació de velocitat a 120 | Autovia o autopista                  | Calçada de sentit únic | Província de Castelló | Província de Castelló                                                                     | Província de València                                                          | Calçada de sentit únic | Província de València |                                   |
| Limitació de velocitat a 120 | Sortida-entrada                      | Calçada de sentit únic | 293                   | Almenara                                                                                  | Almenara                                                                       | Calçada de sentit únic |                       |                                   |
| Limitació de velocitat a 120 | Sortida-entrada                      | Calçada de sentit únic | 289                   | Almenara                                                                                  | Almenara                                                                       | Calçada de sentit únic |                       |                                   |
| Limitació de velocitat a 120 | Sortida-entrada                      | Calçada de sentit únic | 287B                  |                                                                                           | Sogorb - Terol                                                                 | Calçada de sentit únic |                       |                                   |
| Limitació de velocitat a 120 | Sortida-entrada                      | Calçada de sentit únic | 287A                  | La Vall d'Uixó - Xilxes                                                                   | La Vall d'Uixó - Xilxes                                                        | Calçada de sentit únic | CV-224                |                                   |
| Limitació de velocitat a 120 | Sortida-entrada                      | Calçada de sentit únic | 283                   | La Vall d'Uixó - Moncofa                                                                  | La Vall d'Uixó - Moncofa                                                       | Calçada de sentit únic |                       |                                   |
| Limitació de velocitat a 120 | Sortida-entrada                      | Calçada de sentit únic | 282                   | La Vall d'Uixó - La Vilavella                                                             | La Vall d'Uixó - La Vilavella                                                  | Calçada de sentit únic | CV-224                |                                   |
| Limitació de velocitat a 120 | Sortida-entrada autovia              | Calçada de sentit únic | 279                   | Nules sud València                                                                        |                                                                                | Calçada de sentit únic |                       |                                   |
| Limitació de velocitat a 120 | Sortida-entrada autovia              | Bifurcació             | 278                   | Castelló de la Plana Vila-real                                                            |                                                                                | Calçada de sentit únic |                       |                                   |
| Limitació a 100              | Autovia o autopista                  | Calçada de sentit únic |                       |                                                                                           | Continuació de l' Autovia de la Mediterrània                                   | Calçada de sentit únic |                       |                                   |
| Limitació a 100              | Autovia o autopista                  | Calçada de sentit únic |                       | Començament de l' Autovia de la Plana                                                     | Final de l' Autovia de la Plana                                                | Calçada de sentit únic |                       |                                   |
| Limitació de velocitat a 120 | Sortida-entrada                      | Calçada de sentit únic |                       | La Vilavella nord                                                                         | La Vilavella nord                                                              | Calçada de sentit únic |                       |                                   |
| Limitació de velocitat a 120 | Sortida-entrada                      | Calçada de sentit únic |                       | Artana - Eslida                                                                           | Artana - Eslida                                                                | Calçada de sentit únic | CV-223                |                                   |
| Limitació de velocitat a 120 | Sortida-entrada                      | Calçada de sentit únic |                       | Betxí sud                                                                                 | Betxí sud                                                                      | Calçada de sentit únic |                       |                                   |
| Limitació de velocitat a 120 | Sortida-entrada                      | Calçada de sentit únic |                       | Betxí centre                                                                              | Betxí centre                                                                   | Calçada de sentit únic | CV-222                |                                   |
| Limitació de velocitat a 120 | Possibles retencions                 | Calçada de sentit únic |                       | Possibles retencions a l' altura de l'eixida de la CV-20                                  |                                                                                | Calçada de sentit únic |                       |                                   |
| Limitació de velocitat a 120 | Sortida-entrada                      | Calçada de sentit únic |                       | Onda Vila-real                                                                            | Onda Vila-real                                                                 | Calçada de sentit únic |                       |                                   |
| Limitació de velocitat a 120 | Possibles retencions                 | Calçada de sentit únic |                       |                                                                                           | Possibles retencions a l' altura de l'eixida de la CV-20                       | Calçada de sentit únic |                       |                                   |
| Limitació a 100              | Sortida-entrada                      | Calçada de sentit únic |                       | E-15 AP-7 - N-340 Castelló de la Plana sud CS-22 Grau - Port CV-189 Ribesalbes            | E-15 AP-7 - N-340 Castelló de la Plana sud CS-22 Grau - Port CV-189 Ribesalbes | Calçada de sentit únic |                       |                                   |
| Limitació de velocitat a 120 | Sortida-entrada                      | Calçada de sentit únic |                       | Castelló de la Plana centre L'Alcora                                                      | Castelló de la Plana centre L'Alcora                                           | Calçada de sentit únic |                       |                                   |
| Limitació de velocitat a 120 | Sortida-entrada                      | Calçada de sentit únic | 20                    | Castelló de la Plana nord N-340 E-15 AP-7 Benicàssim - Tarragona                          | Castelló de la Plana nord N-340 E-15 AP-7 Benicàssim - Tarragona               | Calçada de sentit únic |                       |                                   |
| Limitació a 100              | Sortida-entrada                      | Calçada de sentit únic | 26                    | Borriol sud                                                                               | Borriol sud                                                                    | Calçada de sentit únic |                       |                                   |
| Limitació a 100              | Sortida-entrada                      | Calçada de sentit únic | 28-29                 | Borriol nord                                                                              | Borriol nord                                                                   | Calçada de sentit únic |                       |                                   |
| Limitació a 100              | Sortida-entrada                      | Calçada de sentit únic | 37                    | La Pobla Tornesa                                                                          | La Pobla Tornesa                                                               | Calçada de sentit únic |                       |                                   |
| Limitació a 90               | Sortida-entrada                      | Calçada de sentit únic | 38                    | CV-1601 La Pobla Tornesa La Vall d'Alba - Vilafranca - Vilafamés                          | CV-1601 La Pobla Tornesa La Vall d'Alba - Vilafranca - Vilafamés               | Calçada de sentit únic |                       |                                   |
|                              |                                      | Doble sentit           |                       | Fi de l' Autovia de la Plana                                                              | Començament de l' Autovia de la Plana                                          | Calçada de sentit únic |                       |                                   |
|                              | En construcció                       | Doble sentit           |                       | Autovia de la Mediterrània entre La Pobla Tornesa i Vilanova d'Alcolea EN CONSTRUCCIÓ     |                                                                                | Doble sentit           |                       | Obres                             |
|                              | En construcció                       | Doble sentit           |                       | Autovia de la Mediterrània entre Vilanova d'Alcolea i L'Hospitalet del Infant EN PROJECTE |                                                                                | Doble sentit           |                       | Obres                             |

### Tram L'Hospitalet de l'Infant - Altafulla-Torredembarra N
| Velocitat                    | Esquema                                       | Carrils                                             | Eixida    | Sentit França (descendent)                                       | Sentit Algesires (ascendent)                                    | Carrils                | Carretera             | Notes |
| ---------------------------- | --------------------------------------------- | --------------------------------------------------- | --------- | ---------------------------------------------------------------- | --------------------------------------------------------------- | ---------------------- | --------------------- | ----- |
| Limitació a 100              | Final d'autovia                               | Calçada de sentit únic                              |           | Continuació de l' Autovia de la Mediterrània                     | Final de l' Autovia de la Mediterrània                          | Doble sentit           |                       |       |
| Limitació de velocitat a 120 | Sortida-entrada                               | Calçada de sentit únic                              | 1123      |                                                                  | L'Hospitalet de l'Infant                                        | Calçada de sentit únic |                       |       |
| Limitació de velocitat a 120 | Sortida-entrada                               | Calçada de sentit únic                              | 1129      | L'Hospitalet de l'Infant Vandellós Mora d'Ebre                   | L'Hospitalet de l'Infant Vandellós Mora d'Ebre                  | Calçada de sentit únic | C-44                  |       |
| Limitació de velocitat a 120 | Sortida-entrada                               | Calçada de sentit únic                              | 1131      | Miami Platja                                                     | Miami Platja                                                    | Calçada de sentit únic |                       |       |
| Limitació de velocitat a 120 | Sortida-entrada                               | Calçada de sentit únic                              | 1138      | Mont-roig del Camp                                               | Mont-roig del Camp                                              | Calçada de sentit únic | T-323                 |       |
| Limitació de velocitat a 120 | Sortida-entrada                               | Calçada de sentit únic                              | 1143      | Cambrils Montbrió del Camp                                       | Montbrió del Camp Cambrils oest                                 | Calçada de sentit únic | T-312                 |       |
| Limitació de velocitat a 120 | Sortida-entrada                               | Calçada de sentit únic                              | 1146      | Reus Cambrils                                                    |                                                                 | Calçada de sentit únic | TV-3141               |       |
| Limitació de velocitat a 120 | Sortida-entrada                               | Calçada de sentit únic                              | 1148      |                                                                  | Cambrils est Reus                                               | Calçada de sentit únic | TV-3141               |       |
| Limitació de velocitat a 120 | Sortida-entrada                               | Calçada de sentit únic                              | 1151      | Vilaseca oest Reus Salou Aeroport de Reus                        |                                                                 | Calçada de sentit únic | C-14                  |       |
| Limitació de velocitat a 120 | Final d'autovia i enllaç amb autovia          | Calçada de sentit únic                              | 1152      | Port Aventura                                                    | Vilaseca oest Reus Salou                                        | Calçada de sentit únic | C-14                  |       |
| Limitació de velocitat a 120 | Sortida-entrada                               | Calçada de sentit únic                              | 1153      | Vila-seca centre Platja de la Pineda                             | Vila-seca centre Port Aventura La Pineda                        | Calçada de sentit únic | TV-3148               |       |
| Limitació de velocitat a 120 | Sortida-entrada                               | Calçada de sentit únic                              | 1154-1155 | Vila-seca est Tarragona Reus                                     | Reus Vila-seca est Tarragona                                    | Calçada de sentit únic | T-315                 |       |
| Limitació de velocitat a 120 | Sortida-entrada                               | Calçada de sentit únic                              | 1156      | La Canonja                                                       | La Canonja                                                      | Calçada de sentit únic | TV-3145               |       |
| Limitació a 100              | Intercanviador                                | Calçada de sentit únic                              | 1158      | Bonavista av. Barris de Ponent                                   | Reus Aeroport de Reus av. Barris de ponent                      | Calçada de sentit únic |                       |       |
| Limitació a 100              | Intercanviador                                | Calçada de sentit únic                              | 1160      | Port de Tarragona Valls - Lleida Constantí                       | Port de Tarragona Valls - Lleida Constantí                      | Calçada de sentit únic | T-721                 |       |
| Limitació a 100              | Sortida-entrada                               | Calçada de sentit únic                              | 1161-1162 | av. de Catalunya St. Pere i St. Pau Estació de Camp de Tarragona | Sant Pere i Sant Pau av. d'Andorra Estació de Camp de Tarragona | Calçada de sentit únic |                       |       |
| Limitació a 100              | Sortida-entrada                               | Calçada de sentit únic                              | 1163      | Cementiri pg. Torroja                                            | Cementiri c. Rovira i Virgili                                   | Calçada de sentit únic | TP-2031               |       |
| Limitació a 100              | Sortida-entrada                               | Calçada de sentit únic                              | 1164      | Tarragona centre Via Augusta                                     | Tarragona centre Via Augusta                                    | Calçada de sentit únic | Carretera del Llorito |       |
| Limitació a 100              | Sortida-entrada                               | Calçada de sentit únic                              | 1168      | El Catllar                                                       | El Catllar                                                      | Calçada de sentit únic | TP-2039               |       |
| Limitació a 80               | Final d'autovia - inici de carretera nacional | Bifurcació cap a la dreta en calçada de dos carrils |           | Altafulla-Torredembarra (nord) Final de l'Autovia                | Continuació de l' Autovia de la Mediterrània                    | Calçada de sentit únic |                       |       |